# 阿尔瓦罗·库尼亚尔
阿尔瓦罗·巴雷里尼亚斯·库尼亚尔（葡萄牙語：Álvaro Barreirinhas Cunhal；葡萄牙語發音：[ˈaɫvɐɾu kuˈɲaɫ]；1913年11月10日—2005年6月13日）是一位葡萄牙共产主义政治家、革命家、作家、画家。

## 生平

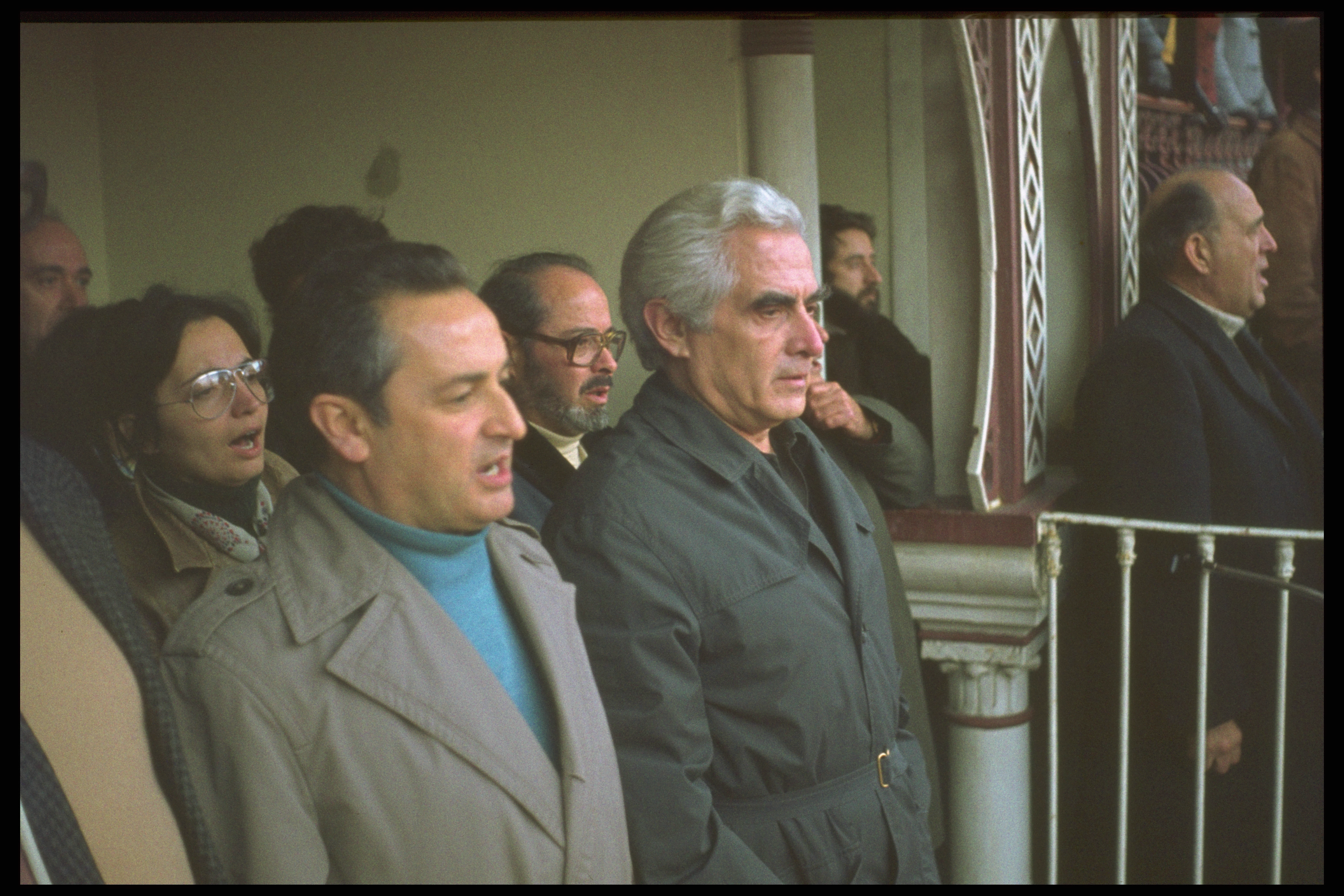
1976年的阿尔瓦罗·库尼亚尔（中）

1913年11月10日，他出生于葡萄牙中北部城市科英布拉，父亲是一位律师，母亲是一位保守的天主教徒。17岁时，他进入里斯本大学法学院学习，两年后，他加入葡萄牙共产党并放弃学业，开始从事共产主义事业。1937年，他被当局逮捕，1940年再次入狱。1949年3月25日，库尼亚尔第三次被捕，他在法庭上公开宣称自己是“无产阶级的儿子”，一年后他被判长期监禁。1960年1月，库尼亚尔在狱警的帮助下越狱。1961年，他当选为葡萄牙共产党中央委员会总书记，并流亡苏联。他是西欧共产党领导人中最支持苏联的一位，对苏联的各种外交政策都给予支持。1974年，葡萄牙爆发“康乃馨革命”，他得以返回祖国。1975年，他开始担任第一至第四届临时政府的不管部长，同年，他被选为葡萄牙共和国议会议员直到1992年他辞去葡共总书记职务。2005年6月13日，库尼亚尔逝世。当天，葡萄牙政府宣布将每年的6月13日定为“全国斗争日”，以纪念库尼亚尔。15日，10万多葡萄牙民众参加了库尼亚尔的葬礼，并高呼“阿尔瓦罗，朋友！人民和你在一起！”、“生命有尽头，斗争将继续”等口号。2007年，库尼亚尔被评为“葡萄牙十大伟人”之一，排名第二（參見2007年最偉大的葡萄牙人投票）。